# رهلوویتسه
رهلوویتسه (به چکی: Řehlovice) یک منطقهٔ مسکونی در جمهوری چک است که در Ústí nad Labem District واقع شده‌است. رهلوویتسه ۲۷٫۹۶ کیلومتر مربع مساحت و ۱٬۲۳۵ نفر جمعیت دارد و ۱۶۵ متر بالاتر از سطح دریا واقع شده‌است.